# Belewechczewo
Belewechczewo (bułg. Белевехчево) – wieś w Bułgarii, w obwodzie Błagojewgrad, w gminie Sandanski. Według Ujednoliconego Systemu Ewidencji Ludności oraz Usług Administracyjnych dla Ludności, miejscowość jest niezamieszkana.

## Osoby związane z miejscowością
- Awram Angełow – bułgarski Macedońsko-Adrianopolski wolontariusz, członek czety Jane Sandanskiego
- Kostadin Toczew – bułgarski rewolucjonista z WMORO